# Seznam japonskih astronomov
Seznam japonskih astronomov.

## A
- Hiroshi Abe (astronom)
- Makio Akiyama
- Masaru Arai
- Goryu Asada
- Atsuo Asami

## B
- Yoshiaki Banno

## E
- Kin Endate

## F
- Tetsuya Fujii
- Shigehisa Fujikawa
- Toshimasa Furuta

## H
- Jusuke Hagihara (1897 – 1979)
- Takeo Hatanaka
- Shuji Hayakawa
- Tsutomu Hioki
- Hisashi Hirabayashi (1943 –)
- Masanori Hirasawa
- Kiyotsugu Hirayama
- Shin Hirayama
- Minoru Honda (1913 – 1990)
- Kiichiro Hurukawa
- Yuji Hyakutake (1950 – 2002)

## I
- Yasukazu Ikari
- Tošihiko Ikemura (~1952 –)
- Kaoru Ikeya (1943 –)
- Shigeru Inoda
- Masaru Inoue
- Kazuyoshi Ito
- Masayuki Iwamoto
- Shun-ei Izumikawa

## K
- Tetsuo Kagawa
- Watari Kakei
- Kiyotaka Kanai
- Hiroshi Kaneda
- Koyo Kawanishi
- Nobuhiro Kawasato
- Hisaši Kimura (1870 – 1943)
- Minoru Kizawa
- Juro Kobayashi
- Takao Kobayashi
- Toru Kobayashi
- Masahiro Koishikawa
- Nobuhisa Kojima
- Takuo Kojima
- Hiroki Kosai
- Kazuo Kubokawa
- Jošio Kušida (1957 –)
- Reiki Kušida

## M
- Masanori Matsuyama
- Tetsuyasu Mitani
- Seidai Miyasaka
- Yoshikane Mizuno
- Hiroshi Mori
- Masaru Mukai
- Harutaro Murakami
- Osamu Muramacu (1949 –)

## N
- Takeshi Nagata
- Akimasa Nakamura
- Syuichi Nakano
- Akira Natori
- Cuneo Niidžima (1955 –)
- Toshiro Nomura

## O
- Okuro Oikawa
- Tomimaru Okuni
- Yoshiaki Oshima
- Satoru Otomo

## S
- Naoto Sato
- Sadao Sei
- Cutomu Seki (1930 –)
- Yoshisada Shimizu
- Hitoshi Shiozawa
- Matsuo Sugano
- Atsushi Sugie
- Kenzo Suzuki (astronom)
- Shohei Suzuki

## T
- Akihiko Tago
- Atsushi Takahashi
- Kesao Takamizawa
- Masanori Takeishi
- Jasuo Tanaka (1931 – 2018)
- Koichiro Tomita

## U
- Seiji Ueda
- Takeši Urata (1947 – 2012)
- Fumiaki Uto

## W
- Kazuro Watanabe
- Ken Watanabe (astrofizik)

## Y
- Issei Yamamoto
- Masayuki Yanai
- Yoji Kondo